# Awer Mabil
Awer Bul Mabil (sinh ngày 15 tháng 9 năm 1995) là một cầu thủ bóng đá chuyên nghiệp người Úc thi đấu ở vị trí tiền vệ cho câu lạc bộ Cádiz tại La Liga và đội tuyển quốc gia Úc.

## Thống kê sự nghiệp

### Quốc tế
Tính đến ngày 24 tháng 3 năm 2023
| Đội tuyển quốc gia | Năm       | Trận | Bàn |
| ------------------ | --------- | ---- | --- |
| Úc                 | 2018      | 4    | 2   |
| Úc                 | 2019      | 10   | 2   |
| Úc                 | 2021      | 9    | 2   |
| Úc                 | 2022      | 8    | 2   |
| Úc                 | 2023      | 1    | 1   |
| Tổng cộng          | Tổng cộng | 32   | 9   |

Tính đến ngày 24 tháng 3 năm 2023
Bàn thắng và kết quả của Úc được để trước.
| # | Ngày                 | Địa điểm                                                             | Số trận | Đối thủ     | Bàn thắng | Kết quả | Giải đấu                      |
| - | -------------------- | -------------------------------------------------------------------- | ------- | ----------- | --------- | ------- | ----------------------------- |
| 1 | 16 tháng 10 năm 2018 | Sân vận động Câu lạc bộ Thể thao Al Kuwait, Thành phố Kuwait, Kuwait | 1       | Kuwait      | 4–0       | 4–0     | Giao hữu                      |
| 2 | 30 tháng 12 năm 2018 | Sân vận động Maktoum bin Rashid Al Maktoum, Dubai, UAE               | 4       | Oman        | 3–0       | 5–0     | Giao hữu                      |
| 3 | 11 tháng 1 năm 2019  | Sân vận động Rashid, Dubai, UAE                                      | 6       | Palestine   | 2–0       | 3–0     | Asian Cup 2019                |
| 4 | 15 tháng 1 năm 2019  | Sân vận động Khalifa bin Zayed, Al Ain, UAE                          | 7       | Syria       | 1–0       | 3–2     | Asian Cup 2019                |
| 5 | 2 tháng 9 năm 2021   | Sân vận động Quốc tế Khalifa, Doha, Qatar                            | 17      | Trung Quốc  | 1–0       | 3–0     | Vòng loại FIFA World Cup 2022 |
| 6 | 7 tháng 10 năm 2021  | Sân vận động Quốc tế Khalifa, Doha, Qatar                            | 19      | Oman        | 1–0       | 3–1     | Vòng loại FIFA World Cup 2022 |
| 7 | 1 tháng 6 năm 2022   | Sân vận động Al Janoub, Al-Wakrah, Qatar                             | 26      | Jordan      | 2–1       | 2–1     | Giao hữu                      |
| 8 | 22 tháng 9 năm 2022  | Sân vận động Suncorp, Brisbane, Úc                                   | 29      | New Zealand | 1–0       | 1–0     | Giao hữu                      |
| 9 | 24 tháng 3 năm 2023  | Sân vận động Western Sydney, Sydney, Úc                              | 32      | Ecuador     | 2–1       | 3–1     | Giao hữu                      |